# De sju dödssynderna (Bosch)
De sju dödssynderna är en oljemålning målad omkring 1505–1510 som ingår i Pradomuseets samlingar i Madrid. Den är signerad Hieronymus Bosch och Pradomuseet tillskriver verket till den nederländske konstnären. Det finns dock vissa egenheter med verket som skiljer den från Boschs övriga verk, dels i fråga om stil men även det faktum att den är målad på poppelpannå och inte ekpannå, varför vissa konsthistoriker ifrågasatt autenticiteten och valt att attribuera den Hieronymus Boschs efterföljare.
Även dateringen är osäker; dendrologiska analyser inte är möjliga på poppelträ. Det är heller inte känt vem som beställde verket. Målningen var i Filip II av Spaniens ägo före 1560 och den förvarades från 1574 på El Escorial. 
Målningen benämns även Tablå med de sju dödssynderna och De sju dödssynderna och de fyra yttersta tingen. Den visar en cirkelrund bordsskiva med den från graven återuppståndne Kristus i mitten omgiven av bilder på katolicismens sju dödssynder (från toppen och medurs): frosseri, lättja, lust, högmod, vrede, avund och girighet. Kristus är avbildad i en inre cirkel som påminner om en pupill. Den latinska inskriptionen under Kristusfiguren varnar för att Herren ser oss; ingen kan därför ta miste på budskapet att helvetet väntar den som avviker från Guds väg. 
I hörnen finns fyra mindre cirkelrunda bilder som skildrar de fyra yttersta tingen(en), det vill säga döden, yttersta domen, helvetet och paradiset. Det finns två banderoller med bibelcitat på latin i tavlans övre respektive nedre del, båda hämtade från Femte Moseboken. Mellan Döden och Yttersta domen lyder texten i svensk översättning "Ty ett rådlöst folk är de, och förstånd finns inte i dem. Var de visa, så skulle de begripa detta" (kapitel 32:28–29). Mellan Helvetet och Paradiset står det "Jag vill dölja mitt ansikte för dem, jag vill se vilket slut de får" (kapitel 32:20). 
Bosch skildrade även de sju dödssynderna i den altartavla som sedermera sågats itu och nu utgör konstverken Narrskeppet, Allegori över frosseri och lust, Döden och den girige och Livets stråt.